# Common rail

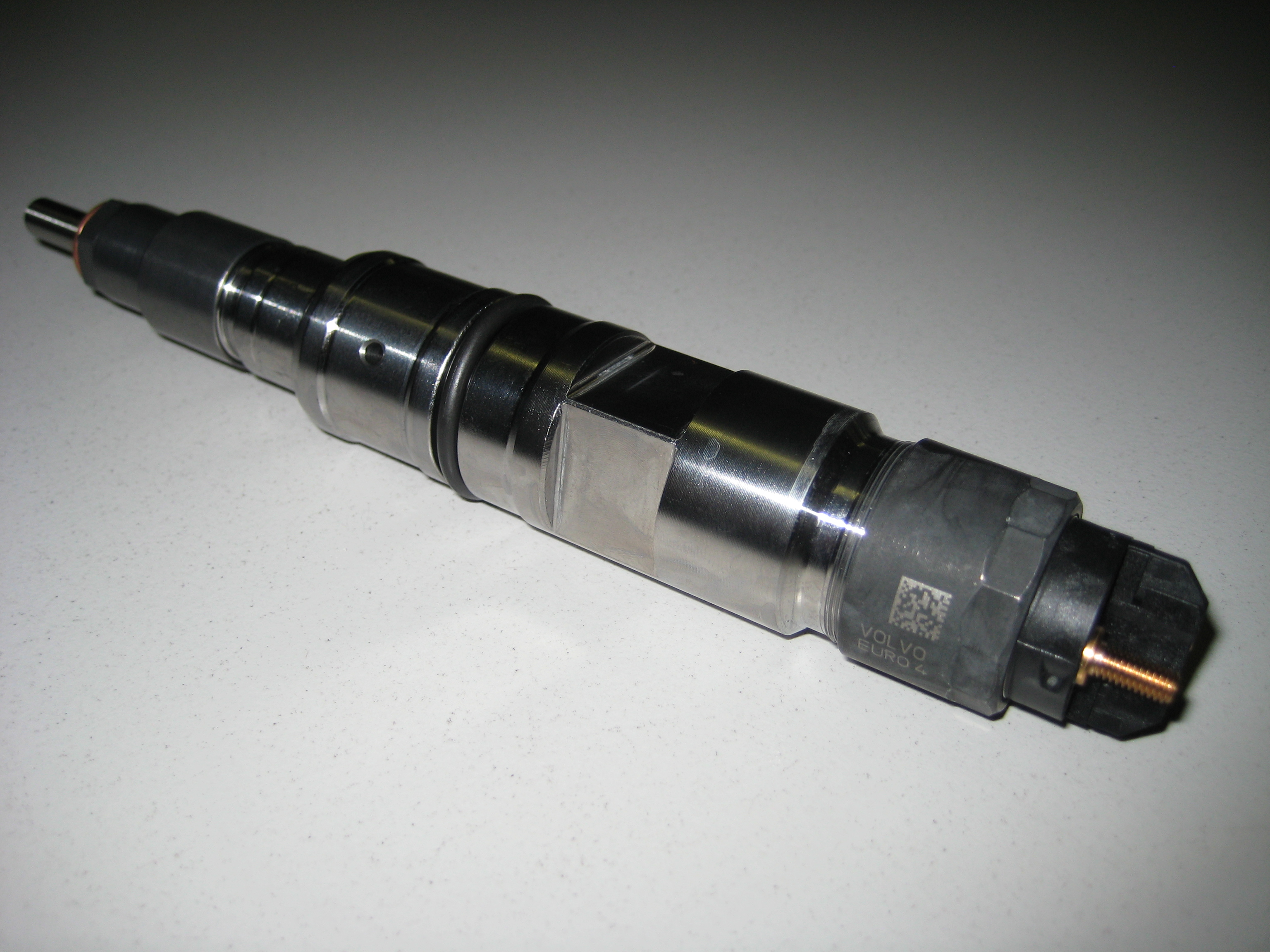
Vstřikovací jednotka od firmy Bosch-Bosch injector-napojena na common rail

Common rail (také Common-Rail) je systém přímého vstřikování paliva vznětových motorů. Hlavními částmi jsou vysokotlaký zásobník (obvykle tvořen silnostěnným potrubím (common rail) umístěným napříč hlavy válců), vysokotlaké palivové čerpadlo a elektricky ovládané vstřikovače. Palivo je do railu dodáváno vysokotlakým čerpadlem s maximálním tlakem až 2 200 bar (220 MPa). Vstřikovače jsou napojeny na rail, ve kterém je nafta neustále pod tlakem. Podle provozního režimu se tlak pohybuje mezi 150 bar (start motoru) až 2 200 bar (plná zátěž). Vysokým tlakem se dosahuje velmi jemného rozprášení paliva, což má za následek menší tvorbu sazí. Elektricky ovládané vstřikovače umožňují vstříknout palivo v libovolný okamžik a dávka paliva bývá rozdělena na několik vstřiků. Díky tomu může mít motor kultivovaný chod, dobré provozní parametry a dodatečnými vstřiky lze provádět regeneraci filtru pevných částic (nafta dohořívající ve výfuku umožňuje vypálení filtru).

## Historie
Prototyp systému common rail vyvinul koncem 60. let Švýcar Robert Huber. Ve vývoji v období let 1976 až 1992 pokračovala Spolková vysoká technická škola v Curychu. V polovině devadesátých let Dr. Shohei Itoh a Masahiko Mijaki z firmy Denso vyvinuli common rail pro velká nákladní vozidla. Prvním prakticky použitelným systémem označeným ECD-U2 Common Rail byl vybaven automobil Hino Raising Ranger.
V devadesátých letech spolupracovaly na vývoji firmy Magneti Marelli, Výzkumné centrum Fiat a Elasis, tato fáze skončila v roce 1994. Koncem roku 1993 zakoupila patenty německá firma Robert Bosch GmbH a pokračovala ve výzkumu a vývoji pro uvedení do sériové výroby. V roce 1997 přišly na trh první modely osobních automobilů, nejprve 1. října Alfa Romeo 156 1.9 JTD a později i Mercedes-Benz E 320 CDI.

## Princip

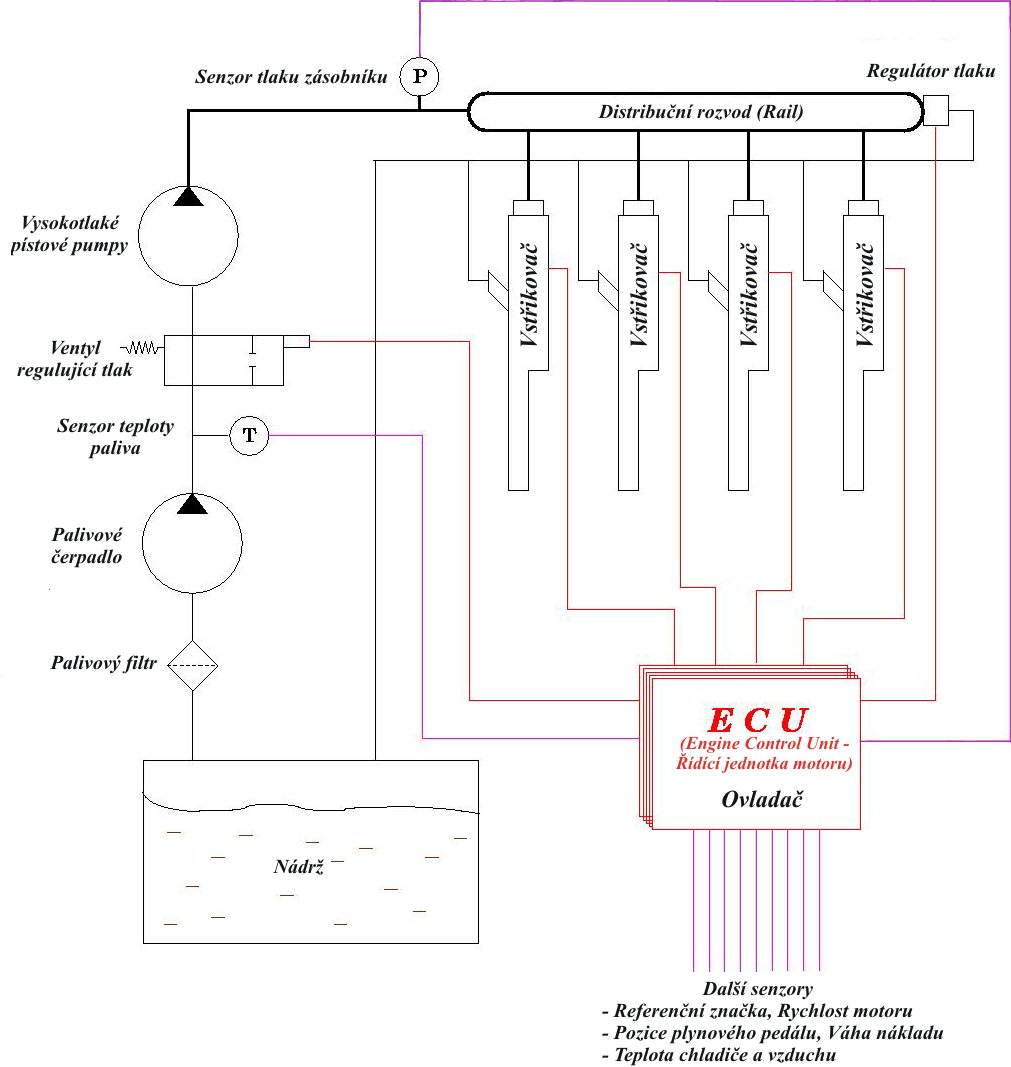
schéma Common rail

Na rozdíl od běžných systémů, kde je palivo pomocí čerpadla vedeno z palivové nádrže nízkotlakovým potrubím přes jemný čistič paliva do vysokotlakých čerpadel jednotlivých válců a z nich pak vysokotlakým potrubím rovnou do vstřikovače, je v systému common rail palivo vedeno z vysokotlakového čerpadla do zásobníku tlaku – rail, který je jeden společný – common pro všechny válce motoru. Ze zásobníku je palivo rozvedeno k jednotlivým vstřikovačům ve válcích. Vysokotlaké čerpadlo je u common rail jedno, obvykle třípístové, nebo u větších motorů dvě. Čerpadla musí být dimenzována na dodávku paliva při maximálním výkonu motoru, tlak v zásobníku je udržován ventilem a přebytečné palivo se vrací do sání čerpadla či do nádrže. U nejmodernějších provedení tohoto systému dosahuje vstřikovací tlak 1 800 bar, ke konci roku 2007 se vyráběly systémy s tlakem okolo 2 000 bar. Tato soustava je velmi vhodná pro současné víceválcové motory s přímým vstřikem paliva. Správný moment, kdy se má palivo vstříknout do válce, a jeho množství určuje elektronická řídicí jednotka v každém válci motoru prostřednictvím vstřikovačů. Vstřikovače byly v prvních dvou generacích řízeny pomocí elektromagnetického ventilu.
První generace systému common rail z roku 1997 používala tlak 1 350 bar, druhá generace z roku 2001 už 1 600 bar. Třetí generace s novými, ještě přesnějšími a rychlejšími piezo-inline vstřikovači byla představena v roce 2003. Modifikacemi a vylepšeními se dosáhlo rozdělení systému na dvě základní větve podle toho, jaký princip je využit u vstřikovačů. Jedná se systémy založené na piezoelektrickém nebo magnetickém jevu. V roce 2017 dosahovaly aktuální maximální tlaky používané v common rail systému 3 000 bar.
Common rail se uplatňuje ve stále větším počtu automobilů, začal se používat i v nákladních vozech, jedním z prvních výrobců byla firma MAN (modelové řady TGS, TGX). V současnosti vyrábí systémy common rail společnosti Bosch, L'Orange, Delphi, Denso, Magneti Marelli a Siemens-VDO.

## Užití ve vozidlech
Výrobci automobilů označují své vozy vybavené systémem Common rail různě (řazeno abecedně podle výrobců):
- BMW – D
- Citroën – HDI
- Daimler AG – CDI, vozy Jeep CRD
- Fiat Group:
  - Fiat, Alfa Romeo, IVECO a Lancia – JTD, také MultiJet, UniJet, JTDm, Ecotec CDTi, TiD, TTiD, DDiS
- Honda – i-CTDi
- Hyundai-Kia Automotive Group – CRDi
- Ford Motor Company TDCi Duratorq a PowerStroke
- General Motors:
  - Opel, Vauxhall – CDTi (ve vozech vyráběných Fiatem a Daewoo) a DTi (vozy Isuzu)
  - Daewoo/Chevrolet – VCDi (licence firmy VM Motori; také označ. Ecotec CDTi)
- Mahindra – CRDe
- Maruti Udyog – DDiS (licence firmy Fiat)
- Mazda – CiTD
- Mitsubishi – DI-D
- Nissan – NEO-Di
- PSA Peugeot Citroën – HDI nebo HDi
- Renault – dCi
- SsangYong – XDi (většinu motorů vyrábí DaimlerChrysler)
- Tata – DICOR
- Toyota – D-4D
- Volkswagen Group TDI, Volkswagen oznámil, že výroba TDI-PD skončí v roce 2008 a přejde k systému Common Rail[2]
- Volvo – motory D5 jsou nazývány Common rail
- Cummins – některé motory nevyužívající vlastní systém vstřikování Cummins, např. ISLe emisí Euro III a výše s CR Bosch